# Alekseï Karpenko
Alekseï Karpenko (en russe : Алексей Карпенко) est un joueur russe de volley-ball né le 11 mars 1989. Il mesure 1,93 m et joue réceptionneur-attaquant.

## Clubs
| Club                  | De        | À         |
| --------------------- | --------- | --------- |
| Université de Barnaul |           | 2010-2011 |
| Prikame Perm          | 2011-2012 | ...       |

## Palmarès
Néant.